# ويليام مندييتا
ويليام مندييتا (بالإسبانية: William Mendieta)‏ هو مدرب كرة قدم ولاعب كرة قدم باراغواياني في مركز الوسط، ولد في 9 يناير 1989 في أسونسيون في باراغواي. شارك مع منتخب باراغواي لكرة القدم. أما مع النوادي، فقد لعب مع أوليمبيا أسونسيون ونادي بالميراس ونادي ليبرتاد.

## وصلات خارجية
- ويليام مندييتا على موقع قاعدة بيانات كرة القدم.إي يو (الإنجليزية)
- ويليام مندييتا على موقع Soccerway.com (الإنجليزية)